# Jünglingsbrunnen (Stuttgart)

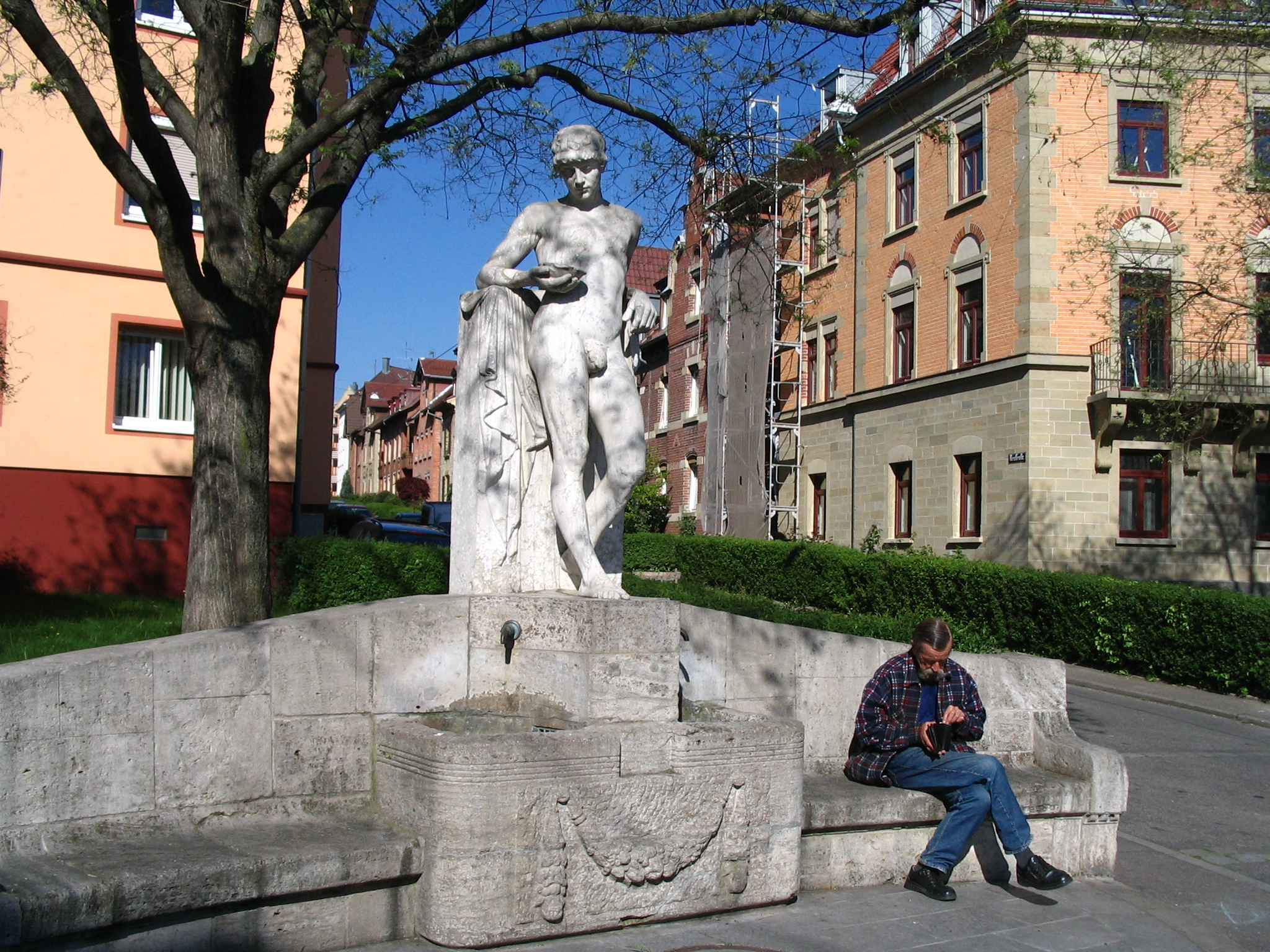
Der Jünglingsbrunnen in Stuttgart

Der Jünglingsbrunnen ist ein Brunnen in der ehemaligen Arbeitersiedlung Ostheim in Stuttgart-Ost. Er wurde 1913 vom Bildhauer R. W. Schönfeld nach dem Entwurf von Prof. Karl Donndorf (1870–1941) geschaffen.

## Geschichte
Der Brunnen liegt im Herzen der von 1892 bis 1903 errichteten Arbeitersiedlung Ostheim am damaligen Teckplatz (heute Eduard-Pfeiffer-Platz). Die Siedlung wurde im Auftrag des Stuttgarter Bankiers und Sozialreformers Eduard Pfeiffer (1835–1921) gebaut, der zum Zehn-Jahr-Jubiläum der Vollendung Ostheims 1913 auch eine Gedenksäule und den Brunnen errichten ließ.

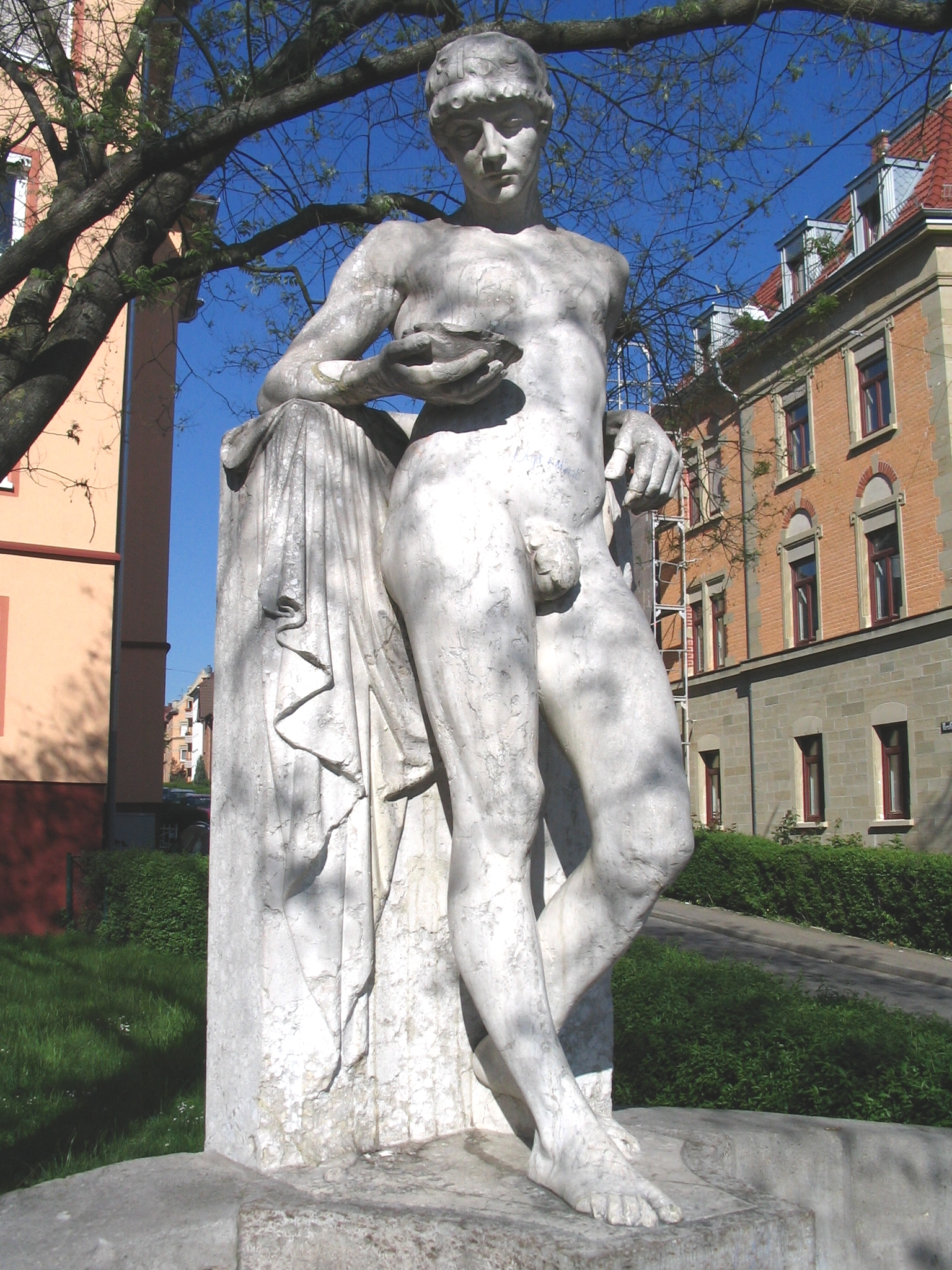
Die Figur des jungen Mannes am Jünglingsbrunnen in Stuttgart

## Symbolik
Auf dem Jünglingsbrunnen steht nachdenklich an ein Podest gelehnt ein junger Mann, der die volle Schale des Lebens in der Hand hält. Der Jüngling ist eine Allegorie für (Tat-)Kraft und Zukunft. Donndorf hat das Motiv der Lebensschale in der Hand eines jungen Mannes auch in anderen Werken verwendet – so ein Jahr später 1914 in einer Figur zur Allegorie der Freude am Schicksalsbrunnen in Stuttgart.
Zu Füßen des Jünglings sind zwei Wassertröge, die von steinernen Sitzbänken flankiert werden. Der Jüngling und das Podest sind aus Marmor gefertigt, die eigentliche Brunnenanlage mit den Sitzbänken aus Muschelkalk.